# 765. pr. Kr.
◄ | 9. stoljeće pr. Kr. | 8. stoljeće pr. Kr. | 7. stoljeće pr. Kr. | ►
◄ | 790-ih pr. Kr. | 780-ih pr. Kr. | 770-ih pr. Kr. | 760-ih pr. Kr. | 750-ih pr. Kr. | 740-ih pr. Kr. | 730-ih pr. Kr. | ►
◄◄ | ◄ | 768. pr. Kr. | 767. pr. Kr. | 766. pr. Kr. | 765 pr. Kr. | 764. pr. Kr. | 763. pr. Kr. | 762. pr. Kr. | ► | ►►
Astronomija

## Događaji
- Sarduri III. je naslijedio kralja Argištija I. na prijestolju Urartua. Sa Sardurijem III. kraljevina Urartu doživljava vrhunac.